# Edmund Cooper
Edmund Cooper (30 de abril de 1926, Cheshire, Inglaterra — 11 de março de 1982) foi um poeta e prolífico escritor de romances de ficção científica e histórias policiais, publicadas com seu próprio nome e sob vários pseudônimos.

## Obras

### Romances
- 1958 The Uncertain Midnight (ou Deadly Image), ISBN 0-7066-0771-6
- 1959 Seed of Light, ISBN 0-340-21990-4
- 1960 Wish Goes to Slumber Land
- 1964 Transit, ISBN 0-571-05724-1
- 1966 All Fools' Day, ISBN 0-340-00182-8
- 1968 Five to Twelve, ISBN 0-340-10904-1
- 1968 A Far Sunset, ISBN 0-340-04364-4
- 1969 Seahorse in the Sky, ISBN 0-340-12975-1
- 1969 The Last Continent, ISBN 0-340-15091-2
- 1970 Son of Kronk, ISBN 0-340-12577-2
- 1971 The Overman Culture, ISBN 0-425-03155-1
- 1971 Kronk, ISBN 0-340-16217-1
- 1972 Who Needs Men?, (ou Gender Genocide), ISBN 0-340-18614-3
- 1973 The Cloud Walker, ISBN 0-340-19478-2
- 1973 The Tenth Planet, ISBN 0-340-20512-1
- 1974 Prisoner of Fire, ISBN 0-340-17016-6
- 1974 The Slaves of Heaven, ISBN 0-340-22337-5
- 1978 Merry Christmas, Ms Minerva!, ISBN 0-7091-7001-7

#### Como Martin Lester
- 1954, Black Phoenix

#### Como George Kinley
- 1954 Ferry Rocket

#### Como Broderick Quain
- 1954 They Shall Not Die

#### Como Richard Avery
A série The Expendables:
- 1975 The Deathworms of Kratos, ISBN 0-340-19472-3
- 1975 The Rings of Tantalus, ISBN 0-340-19889-3
- 1975 The War Games of Zelos, ISBN 0-340-19875-3
- 1976 The Venom of Argus, ISBN 0-340-19918-0

### Contos (antologias)
- 1956 Voices in the Dark
- 1958 Tomorrow's Gift
- 1963 Tomorrow Came
- 1964 The Square Root of Tomorrow, ISBN 0-7091-1122-3
- 1968 The News from Elsewhere, ISBN B0000CO5KF
- 1971 Unborn Tomorrow, ISBN 0-7091-1917-8
- 1971 Double Phoenix (com Roger Lancelyn Green), ISBN 0-345-02420-6
- 1972 Jupiter Laughs and Other Stories, ISBN 0-340-26462-4
- 1980 World of Difference, ISBN 0-7091-8686-X

### Obras adaptadas para o cinema
- 1957 Invisible Boy
- 1969 The Uncertain Midnight (França)
- 1978 Death Watch ou "OBN in Arrivo", parte da série: I Raconti di Fantascienza da Blassetti (Itália)"[1]